# 威非路道

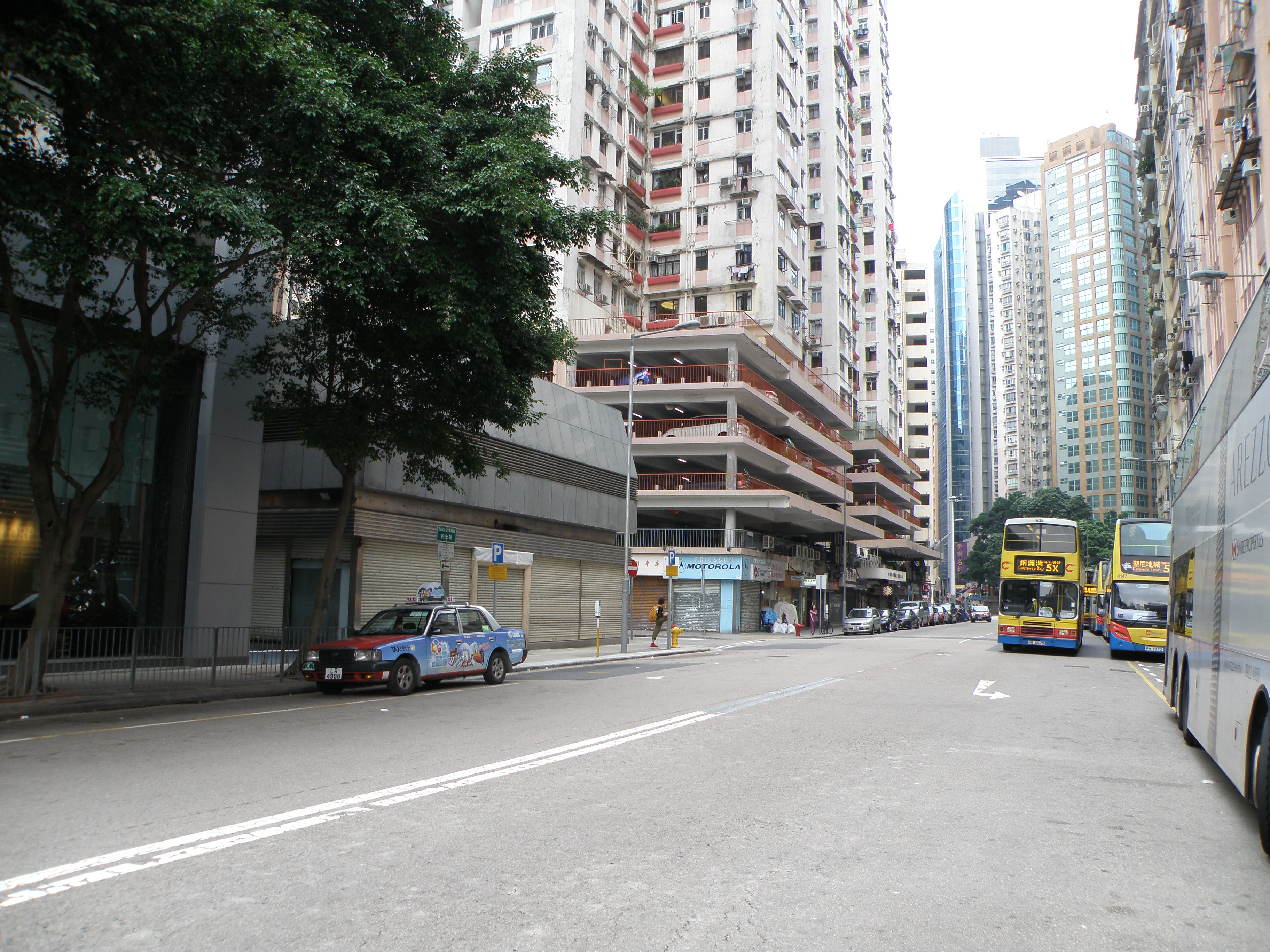
威非路道西端向東望

威非路道（英語：Whitfield Road；又寫作威菲路道）是香港一條道路，位於香港島天后，東接電氣道、屈臣道，西接興發街，中間有玻璃街通往。銅鑼灣（威非路道）巴士總站正是位於威非路道近玻璃街。
威非路道是以早期殖民地時代的威菲路中將命名。其他以威菲路中將命名的地方有威非路警署（即銅鑼灣警署，已拆卸，原址興建於電氣道148號）、威非路軍營（現址為九龍公園）等。

## 著名地點
- 萬國寶通中心

## 外部連結
维基共享资源上的相關多媒體資源：威非路道